# C/2017 U5 (PANSTARRS)
C/2017 U5 (PANSTARRS) — одна з комет сімейства Юпітера. Відкрита 30 жовтня 2017 року; була 21.3m на час відкриття.